# Саламандра печерна
Саламандра печерна (Eurycea spelaea) — вид земноводних з роду Струмкова саламандра родини Безлегеневі саламандри.

## Опис
Загальна довжина досягає 12-14 см. Голова сплощена. Очі редуковані, маленькі, підняті догори, закриті шкірою, що ледь просвічуються. Тулуб сильно стиснутий з боків, що здається дуже тонким. Має 16—19 реберних канавок. Хвіст домірно довгий. Забарвлення рожево-біле із помаранчевими плямочками з боків, на лапах й хвості. Личинки забарвлені у коричневий або пурпурно-сірий колір із жовтими плямами з боків.

## Спосіб життя
Полюбляє карстові гроти, печери. Пристосувалася до життя в підземних водоймах. Не з'являються на поверхні. Живляться безхребетними та їх личинками.
Самиця відкладає до 13 яєць. Личинки завдовжки 3 см мають високий хвостовий плавник та зовнішні зябра. Вони живуть в гірських потоках, мають нормальну пігментацію шкіри і добре розвинені очі. Після метаморфоза, що триває від 1 до 3 років, печерна саламандра йде у підземні потоки.

## Розповсюдження
Мешкає у штатах Міссурі, Арканзас, Канзас, Оклахома (США).